# نيوتون باي ملبس (تشيشير)
نيوتون باي ملبس (بالإنجليزية: Newton by Malpas)‏ هي قرية وأبرشية مدنية تقع في المملكة المتحدة في إنجلترا. يقدر عدد سكانها بـ 11 نسمة .